# Tourneuxia variifolia
Tourneuxia És un gènere de plantes amb flor de la tribu Cicòria de la família de les Asteràcies.
Espècies
L'única espècie coneguda és Tourneuxia variifolia, originària d'Àfrica del Nord (Marroc, Algèria, Tunísia, Líbia).